# 아이스크라우클레구

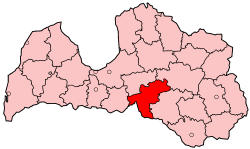
아이스크라우클레 구의 위치

아이스크라우클레구(라트비아어: Aizkraukles rajons)는 라트비아 남부에 있던 구로 행정 중심지는 아이스크라우클레이며 면적은 2,566.8km2, 인구는 41,546명(2002년 기준), 인구 밀도는 16.19명/km2이다. 3개 시와 18개 교구를 관할했으며 2009년에 실시된 행정 구역 개편에 따라 폐지되었다. 바우스카 구와 오그레 구, 마도나 구, 예캅필스 구와 인접해 있었으며 리투아니아와 국경을 접하고 있었다.